# Casa da Fazenda do Morumbi
A Casa da Fazenda do Morumbi é um dos imóveis mais antigos da cidade de São Paulo. A Casa e a Capela do Morumbi, partes da antiga Fazenda do Morumbi, um latifúndio do século XIX que deu origem ao nome do bairro do Morumbi, foram tombadas no ano de 2005 pelo CONPRESP (Conselho Municipal de Preservação do Patrimônio Histórico, Cultural e Ambiental da Cidade de São Paulo), cuja principal atribuição é justamente deliberar sobre tombamentos de bens móveis e imóveis, definindo, entre outras coisas, a área envoltória desses bens. Com paredes de taipa, compreende um terreno de cerca de oito mil metros quadrados, que é administrado pela iniciativa privada desde 2013.
A Capela é um bem arquitetônico e cultural que pertence à Prefeitura de São Paulo, sendo gerenciada pelo Departamento do Patrimônio Histórico (DPH) da Secretaria Municipal de Cultura. Parte do Museu da Cidade de São Paulo, tem exposições e instalações de arte que podem ser visitadas de terça-feira a domingo, das 9h às 17h.
A Casa é hoje um espaço destinado à realização de eventos corporativos e sociais – principalmente casamentos. Localizada na Avenida Morumbi, 5594, na zona Oeste da capital paulista, completou 200 anos de fundação no ano de 2013. As comemorações se estenderam por todo aquele ano, já que, segundo a Academia Brasileira de Arte, Cultura e História (Abach), a data oficial de fundação no ano de 1813 é desconhecida.
Suas paisagens serviram às obras de diversas produções cinematográficas. Entre elas, estão o filme “Sinhá Moça”(1953), produzido pela Vera Cruz e dirigido pelo argentino Tom Payne, “A Moreninha” e “Beto Rockfeller”(1970), longas-metragens do escritor e diretor suíço Olivier Perroy, e “A Nova Primavera”, do cineasta italiano Franco Zefirelli.

## História
A origem da Casa da Fazenda data do século XIX, quando o Brasil era ainda uma colônia de Portugal. A construção veio em 1813 pelas mãos do padre Diogo Antônio Feijó (1784-1843), o qual se tornaria regente do Império, em 1834, enquanto Dom Pedro II não tinha idade para governar. Primeiro morador do local, Feijó era senhor de engenho e tinha escravos. A senzala que fica sob a casa até hoje pode ser vista pelos visitantes.
O rei da época, Dom João VI, teria, depois, doado o terreno ao inglês John Rudge (1792-1861), que era produtor de chá preto. Existe uma lenda de que a concessão partiu de um grande apreço que o rei tinha pela bebida. A ideia, então, era incentivar a cultura em solo brasileiro através da criação da primeira fazenda de chá da Índia do país. Depois, as terras do lugar também receberiam o plantio de videiras para a produção de vinho.
Nascido em 1792 na cidade de Stroud, situada no Condado de Gloucestershire, na Inglaterra, o Rudge teria vindo na mesma esquadra que, em 1808, trouxe a família real ao Brasil. Ele era comerciante no Rio de Janeiro e frequentador da Corte portuguesa. Casou-se com a brasileira Maria Amália Maxwell, 24 anos mais nova, filha do conterrâneo Joseph Maxwell - juntos teriam três filhos: João Maxwell Rudge, Maria Amália Rudge e Guillermo Maxwell Rudge. Joseph Maxwell, assim como John Rudge, costumava ir com frequência às instalações reais para fazer negócios. Dessa forma, acabaria ficando rico.
Documentos comprovam que Rudge comprou a Fazenda do Morumbi, já chamada como tal, com mais de 700 alqueires (equivalente a 1694 hectares de terra na medição paulista atual), de dona Benedita de Jesus e suas filhas, freiras do Convento de Santa Clara de Sorocaba, no interior de São Paulo. "Morumbi" vem da língua tupi-guarani e, para a maioria dos dicionaristas, significa "morro ou colina verde".
A escritura foi assinada em 26 de junho de 1825. Onze anos mais tarde, em 1836, negociou o terreno por mais de 100 vezes o valor que havia pago. Anos mais tarde, inexplicavelmente, comprou-a de volta como herança para uma das filhas. Em seguida, o dono da Cocheira Califórnia comprou a Fazenda Morumbi, a qual seria hipotecada ao Banco de Crédito Real.
Em meados do século XX, a área foi dividida em lotes de grande extensão, destinados a moradias de alto padrão. Mais de um século após ser erguida, em 1920, o imóvel ruiu parcialmente. O projeto de reconstrução recaiu sobre o arquiteto modernista Gregori Warchavchik (1896-1972). Com a expansão da cidade na direção sudoeste, muito por conta da venda do Jardim América, as terras da região valorizaram-se.
Na década de 1940, a Companhia Imobiliária Morumby, do empresário João Gonçalves, decidiu segmentar os últimos lotes da grande fazenda com a condição aos compradores de que não seriam construídas áreas comerciais ou erguidos edifícios. Nesse tempo, o estádio Cícero Pompeu de Toledo, “do Morumbi”, já estava ganhando corpo. A Companhia, então, contratou um escritório de arquitetura para a restauração das ruínas da casa-grande e da capela da antiga Fazenda Morumbi, contribuindo para valorizar ainda mais os terrenos.
Até 1978, permaneceu como residência particular - os últimos moradores foram o casal Francisco e Maria José de Carvalho Ramos, que viveram ali por quatro anos. Mais tarde, o local acabou tombado pelos órgãos municipal e estadual de proteção ao patrimônio, recebendo uma nova restauração nos anos 1990. A reinauguração veio em 1999.

## Reformas arquitetônicas
A última restauração, nos anos 1990, deu ao edifício da Casa da Fazenda um uso moderno através de reformas externas e internas. O local se encontrava em mau estado de conservação, acumulando infiltrações de água no telhado, as quais aceleravam o apodrecimento das paredes de taipa. Os reparos e melhoramentos tomaram por base o remodelamento empreendido por Gregori Warchavchik nos anos 20.
Warchavchik lançou mão do concreto, como material base para o trabalho, chegando até a colocar vigas de aço em pontos específicos da casa para reforçar a sustentação. Todas as paredes de taipa de pilão do segundo andar foram trocadas por alvenaria convencional e foram adicionados arcos frontais, que compõem a fachada da edificação até hoje.
A reforma de 1990 ficou a cargo do engenheiro Antônio Gorios. Coordenador dos reparos, Gorios seguiu a linha de Warchavchik e também se valeu do concreto para fortalecer a estrutura do prédio. No entanto, buscou reaver o aspecto externo original da fachada. Isso não seria possível se as fundações não estivessem intactas apesar da longevidade do local.
Compostas, inicialmente, de blocos de barro empilhados direto na terra, as fundações tiveram a adição de concreto e de pilares para garantir maior fôlego arquitetônico. Alegando a antiguidade do prédio e prevendo o seu uso duradouro no futuro, Gorios apostou na colocação de vigas à altura do piso intermediário - sem precisar derrubar a casa - e colunas de concreto na estrutura.
O engenheiro também precisou mexer na camada superior do lugar. Apesar das tesouras e terças de maçaranduba do telhado terem sido mantidas, os caibros e ripas tiveram de ser substituídos, assim como as telhas. O mesmo aconteceu com o assoalho e o piso, que estavam deteriorados. As esquadrias de madeira de pinho-de-riga, nome dado às portas e janelas em projetos de construção (que não deixam de ser elementos estruturais), bem como o balcão da varanda e a escada para o segundo andar puderam ser recuperados.
O teto do salão do térreo foi pintado pelo artista Carlos Machado, cuja técnica imitou a tapeçaria de uma porta de sacristia de 1850. A estrutura da senzala passou por adaptações depois da abertura de uma passagem. A mudança não interferiu no teto trançado e as janelas com grades de ferro preexistentes.
No acabamento da parte externa usou-se uma técnica como barro para revestimento, desenvolvida pelo pernambucano Samuel Luciano da Silva. A ideia era imitar, com a colocação de argamassa, a consistência e o tom próximo ao grená presentes na arquitetura original. As paredes internas também passaram pelo mesmo procedimento.
A decoração da área interna resgatou os estilos inglês e francês, influências da construção original, com poltronas de couro, tecidos e móveis de influência napoleônica. A iluminação tem vários tipos de lâmpada: dicroicas, fluorescentes e de mercúrio. Houve a construção de 19 postes iguais aos quatro do início do século que existem no casarão - esses quatro passaram por reforma. Na parte externa, existem luminárias. Dentro da casa, mais uma vez numa tentativa de resgatar a composição primária, foram colocados lustres e arandelas clássicas. As salas de exposição e na senzala contam com luminárias removíveis.
Empenhada nos reparos e complementos, a Academia Brasileira de Arte, Cultura e História, locadora do prédio entre 1996-2003, chegou a ser alvo de uma ação, no ano de 2011, da Prefeitura de São Paulo, que alegava perdas e destruição de elementos originais da Casa da Fazenda. Anexos serviam, por exemplo, como espaços para cursos e exposições de arte, e foram erguidos antes do tombamento em 2005 com aporte financeiro da Lei Rouanet. A administração municipal alegou, na época, que o imóvel já estava juridicamente protegido em razão do processo de tombamento ter sido aberto em 1992. Não há informações sobre o desfecho da batalha judicial.

## Tombamento
A Casa da Fazenda, juntamente da Capela do Morumbi, foram oficialmente tombadas pelo CONPRESP em 23 de dezembro de 2005, dia em que a resolução foi publicada no Diário Oficial da Cidade com a assinatura do presidente do Conselho, José Eduardo de Assis Lefèvre.
O órgão de Preservação do Patrimônio considerou o inestimável valor histórico e documental das taipas da Capela do Morumbi e da Casa Sede como construções remanescentes da antiga Fazenda Morumbi, propriedade rural produtora de chá da Índia no século XIX, cujo loteamento na década de 1950 deu origem ao bairro Jardim Morumbi.
O tombamento da Casa compreende a preservação parcial da edificação - inclusas as paredes de taipa de pilão remanescentes -, além da manutenção da vegetação arbórea existente. Em caso de futuras intervenções, estão previstas algumas diretrizes. Não poderão ser admitidos acréscimos na edificação tombada. O mesmo vale para a vegetação arbórea, que ser mantida, a não ser em casos de espécimes em final de ciclo ou com problemas fitossanitários. Os níveis atuais de permeabilidade do solo também devem ficar estáveis.